# Cantó de Le Theil
El cantó de Le Theil és un cantó francès del departament de l'Orne, situat al districte de Mortagne-au-Perche. Té 10 municipis i el cap es Le Theil.

## Municipis
- Bellou-le-Trichard
- Ceton
- Gémages
- L'Hermitière
- Mâle
- La Rouge
- Saint-Agnan-sur-Erre
- Saint-Germain-de-la-Coudre
- Saint-Hilaire-sur-Erre
- Le Theil

## Història
| Data d'elecció                           | Identitat            | Partit                        | Qualitat |
| ---------------------------------------- | -------------------- | ----------------------------- | -------- |
| 1945-1995                                | Guillaume de Courson | RPF, després UNR, després RPR |          |
| 1995-                                    | Gilles de Courson    | RPR, després de UMP           |          |
| les dades anteriors no són pas conegudes |                      |                               |          |
|                                          |                      |                               |          |

## Demografia
| A partir de 1990: Població sense dobles comptes |